# Llista de topònims de Fogars de la Selva
Llista de topònims (noms propis de lloc) del municipi de Fogars de la Selva, a la Selva
Informació actualitzada per un bot. Els canvis manuals es perdran quan s'actualitzi!

## casa
| imatge | Nom                     | Ubicat a           | instància de | Detalls                                                  | coordenades | Protecció                                  | Commons (més fotos) | Dades a WD                    |
| ------ | ----------------------- | ------------------ | ------------ | -------------------------------------------------------- | --- | ------------------------------------------ | ------------------- | ----------------------------- |
|        | Antiga Casa Negra       | Fogars de la Selva | casa         | Estil: arquitectura popular Estat: enderrocat o destruït | | bé integrant del patrimoni cultural català |                     | Modifica les dades a Wikidata |
|        | Ca l'Oller              | Fogars de la Selva | casa         | Estil: arquitectura popular                              | 41° 43′ 14″ N, 2° 36′ 44″ E / 41.72063°N,2.61229°E ca:Camí de Ramió, accés per un camí que surt de la rotonda d'Hostalric | bé integrant del patrimoni cultural català |                     | Modifica les dades a Wikidata |
|        | Cal Carreter            | Fogars de la Selva | casa         | Estil: arquitectura popular                              | 41° 43′ 58″ N, 2° 39′ 52″ E / 41.73291°N,2.66441°E ca:Polígon 11 Parcel·la 69                                             | bé integrant del patrimoni cultural català |                     | Modifica les dades a Wikidata |
|        | Can Codina - Can Framis | Fogars de la Selva | casa         | 19th century                                             | 41° 44′ 05″ N, 2° 39′ 36″ E / 41.73473°N,2.66012°E ca:Polígon 11 Parcel·la 42                                             |                                            |                     | Modifica les dades a Wikidata |
|        | Can Coll                | Fogars de la Selva | casa         | Estil: arquitectura popular                              | 41° 43′ 37″ N, 2° 38′ 07″ E / 41.7269°N,2.63521°E ca:Camí de Can Coll                                                     | bé integrant del patrimoni cultural català |                     | Modifica les dades a Wikidata |
|        | Can Jan                 | Fogars de la Selva | casa         |                                                          | 41° 44′ 01″ N, 2° 39′ 50″ E / 41.73373°N,2.66393°E ca:Polígon 11 Parcel·la 13                                             |                                            |                     | Modifica les dades a Wikidata |
|        | la Casa Blanca          | Fogars de la Selva | casa         | Estil: arquitectura popular                              | 41° 44′ 17″ N, 2° 38′ 32″ E / 41.73803°N,2.64209°E                                                                        | bé integrant del patrimoni cultural català |                     | Modifica les dades a Wikidata |
|        | la Torre Blanca         | Fogars de la Selva | casa         | Estil: arquitectura popular 1891                         | 41° 44′ 18″ N, 2° 38′ 27″ E / 41.73846°N,2.64085°E ca:Polígon 11 Parcel·la 137                                            | bé integrant del patrimoni cultural català |                     | Modifica les dades a Wikidata |

## curs d'aigua
| imatge | Nom                   | Ubicat a                                                                                             | instància de | Detalls                                         | coordenades                                                                                               | Protecció | Commons (més fotos)   | Dades a WD                    |
| ------ | --------------------- | --- | ------------ | ----------------------------------------------- | --- | --------- | --------------------- | ----------------------------- |
|        | la Tordera            | Selva Vallès Oriental Maresme                                                                        | curs d'aigua | Desemboca: mar Mediterrània Llarg: 61.5km       | 41° 48′ 13″ N, 2° 25′ 05″ E / 41.803521°N,2.418014°E 41° 39′ 03″ N, 2° 46′ 39″ E / 41.650939°N,2.777482°E |           | Tordera River         | Modifica les dades a Wikidata |
|        | riera de Santa Coloma | Sant Hilari Sacalm Santa Coloma de Farners Riudarenes Maçanes Maçanet de la Selva Fogars de la Selva | curs d'aigua | Desemboca: la Tordera Llarg: 33km Conca: 324km² | 41° 53′ 59″ N, 2° 31′ 29″ E / 41.899769°N,2.524652°E 41° 44′ 23″ N, 2° 40′ 37″ E / 41.739606°N,2.677066°E |           | Riera de Santa Coloma | Modifica les dades a Wikidata |

## element arquitectònic
| imatge | Nom                 | Ubicat a           | instància de                 | Detalls       | coordenades                                                            | Protecció | Commons (més fotos) | Dades a WD                    |
| ------ | ------------------- | ------------------ | ---------------------------- | ------------- | ---------------------------------------------------------------------- | --------- | ------------------- | ----------------------------- |
|        | Era de Can Simon    | Fogars de la Selva | element arquitectònic        |               | 41° 44′ 20″ N, 2° 41′ 21″ E / 41.7388796°N,2.6892844°E ca:Can Simon    |           |                     | Modifica les dades a Wikidata |
|        | sèquia de Can Simon | Fogars de la Selva | element arquitectònic séquia | Estat: ruïnós | 41° 44′ 13″ N, 2° 41′ 20″ E / 41.73691°N,2.68894°E ca:Pla de Can Simon |           |                     | Modifica les dades a Wikidata |

## església
| imatge | Nom                               | Ubicat a                 | instància de              | Detalls                                                   | coordenades                                                                                            | Protecció                                  | Commons (més fotos)                          | Dades a WD                    |
| ------ | --------------------------------- | ------------------------ | ------------------------- | --------------------------------------------------------- | --- | ------------------------------------------ | -------------------------------------------- | ----------------------------- |
|        | Mare de Déu de la Serra           | Fogars de la Selva       | església                  | Estil: arquitectura popular                               | 41° 43′ 29″ N, 2° 37′ 42″ E / 41.72463°N,2.62831°E                                                     | bé cultural d'interès local                | Mare de Déu de la Serra (Fogars de la Selva) | Modifica les dades a Wikidata |
|        | Sant Andreu de Ramió              | Fogars de la Selva Ramió | església                  | Estil: art romànic                                        | 41° 42′ 44″ N, 2° 36′ 35″ E / 41.7122°N,2.60972°E                                                      | bé cultural d'interès local                | Sant Andreu de Ramió                         | Modifica les dades a Wikidata |
|        | Sant Corneli de Montells          | Fogars de la Selva       | església                  | Estil: arquitectura romànica Estat: enderrocat o destruït | 41° 43′ 13″ N, 2° 40′ 01″ E / 41.720166°N,2.666858°E                                                   | bé integrant del patrimoni cultural català |                                              | Modifica les dades a Wikidata |
|        | església de Sant Cebrià de Fogars | Fogars de la Selva       | església edifici religiós | Estil: gòtic flamíger                                     | 41° 44′ 21″ N, 2° 40′ 48″ E / 41.73918°N,2.67989°E ca:Trencall que surt de la ctra. BV-5122, al km 6,2 | bé cultural d'interès local                | Sant Cebrià de Fogars de la Selva            | Modifica les dades a Wikidata |

## forn de ceràmica
| imatge | Nom                                       | Ubicat a           | instància de                           | Detalls | coordenades                                                                                       | Protecció | Commons (més fotos) | Dades a WD                    |
| ------ | ----------------------------------------- | ------------------ | -------------------------------------- | ------- | ------------------------------------------------------------------------------------------------- | --------- | ------------------- | ----------------------------- |
|        | forn d'obra de Can Simon                  | Fogars de la Selva | forn de ceràmica element arquitectònic |         | 41° 44′ 13″ N, 2° 41′ 16″ E / 41.73694°N,2.68769°E ca:Entre el Sot del Forn i el Pla de Can Simon |           |                     | Modifica les dades a Wikidata |
|        | forn d'obra de la Torre de la Casa Blanca | Fogars de la Selva | forn de ceràmica                       |         | 41° 44′ 16″ N, 2° 38′ 25″ E / 41.73764°N,2.64016°E ca:Polígon 11 Parcel·la 137                    |           |                     | Modifica les dades a Wikidata |
|        | forn d’obra de Can Cassart                | Fogars de la Selva | forn de ceràmica element arquitectònic |         | 41° 44′ 05″ N, 2° 40′ 26″ E / 41.73461°N,2.67391°E ca:Polígon 9 Parcel·la 40                      |           |                     | Modifica les dades a Wikidata |

## masia
| imatge | Nom                       | Ubicat a           | instància de | Detalls                     | coordenades | Protecció                                  | Commons (més fotos)            | Dades a WD                    |
| ------ | ------------------------- | ------------------ | ------------ | --------------------------- | --- | ------------------------------------------ | ------------------------------ | ----------------------------- |
|        | Ca l'Hivern               | Fogars de la Selva | masia        | Estil: arquitectura popular | 41° 43′ 28″ N, 2° 37′ 01″ E / 41.72435°N,2.61694°E                                                                            | bé integrant del patrimoni cultural català |                                | Modifica les dades a Wikidata |
|        | Cal Vicari                | Fogars de la Selva | masia        | 19th century                | 41° 42′ 51″ N, 2° 36′ 07″ E / 41.714267253909°N,2.60188567103272°E ca:Polígon 15 Parcel·la 50                                 |                                            |                                | Modifica les dades a Wikidata |
|        | Cal Xebró                 | Fogars de la Selva | masia        |                             | 41° 44′ 03″ N, 2° 42′ 11″ E / 41.7341276091225°N,2.70305974967491°E                                                           |                                            |                                | Modifica les dades a Wikidata |
|        | Can Bartolí               | Fogars de la Selva | masia        |                             | 41° 43′ 43″ N, 2° 40′ 09″ E / 41.7285135510239°N,2.66911856090931°E ca:Polígon 9 Parcel·la 03                                 |                                            |                                | Modifica les dades a Wikidata |
|        | Can Batalló               | Fogars de la Selva | masia        |                             | 41° 44′ 35″ N, 2° 39′ 05″ E / 41.7430791951545°N,2.65125668056965°E                                                           |                                            |                                | Modifica les dades a Wikidata |
|        | Can Borni                 | Fogars de la Selva | masia        | 19th century                | 41° 44′ 11″ N, 2° 39′ 40″ E / 41.736443865923°N,2.66124944976974°E ca:Polígon 11 Parcel·la 48                                 |                                            |                                | Modifica les dades a Wikidata |
|        | Can Bruguera              | Fogars de la Selva | masia        | Estil: arquitectura popular | 41° 42′ 25″ N, 2° 36′ 22″ E / 41.70704°N,2.60624°E ca:Polígon 14 Parcel·la 1                                                  | bé integrant del patrimoni cultural català |                                | Modifica les dades a Wikidata |
|        | Can Canyes                | Fogars de la Selva | masia        |                             | 41° 43′ 31″ N, 2° 39′ 56″ E / 41.7252158883609°N,2.66563675438154°E                                                           |                                            |                                | Modifica les dades a Wikidata |
|        | Can Casals                | Fogars de la Selva | masia        |                             | 41° 43′ 18″ N, 2° 40′ 41″ E / 41.721639564156°N,2.678074483854°E                                                              |                                            |                                | Modifica les dades a Wikidata |
|        | Can Casart                | Fogars de la Selva | masia        |                             | 41° 44′ 06″ N, 2° 40′ 26″ E / 41.7349673320224°N,2.67391946267322°E ca:Polígon 9 Parcel·la 16                                 |                                            |                                | Modifica les dades a Wikidata |
|        | Can Cases                 | Fogars de la Selva | masia        |                             | 41° 43′ 31″ N, 2° 41′ 13″ E / 41.725410746874°N,2.68684458416668°E ca:Polígon 10. Parcel·la 75                                |                                            |                                | Modifica les dades a Wikidata |
|        | Can Cerdanet              | Fogars de la Selva | masia        |                             | 41° 43′ 17″ N, 2° 41′ 00″ E / 41.7212936515443°N,2.68324583592841°E                                                           |                                            |                                | Modifica les dades a Wikidata |
|        | Can Clos                  | Fogars de la Selva | masia        |                             | 41° 43′ 59″ N, 2° 40′ 33″ E / 41.7330992978473°N,2.67584081976604°E ca:Polígon 9 Parcel·la 18                                 |                                            |                                | Modifica les dades a Wikidata |
|        | Can Corpet                | Fogars de la Selva | masia        |                             | 41° 43′ 36″ N, 2° 41′ 19″ E / 41.7266582502776°N,2.68850977697268°E ca:Camí de Fogars a Tordera, s/n. Polígon 10 Parcel·la 55 |                                            |                                | Modifica les dades a Wikidata |
|        | Can Damià                 | Fogars de la Selva | masia        |                             | 41° 43′ 38″ N, 2° 41′ 13″ E / 41.7273568406001°N,2.68705155708198°E ca:Polígon 10. Parcel·la 53.                              |                                            |                                | Modifica les dades a Wikidata |
|        | Can Fesol                 | Fogars de la Selva | masia        |                             | 41° 43′ 16″ N, 2° 37′ 23″ E / 41.7211925887042°N,2.62291811841085°E                                                           |                                            |                                | Modifica les dades a Wikidata |
|        | Can Fogars                | Fogars de la Selva | masia        |                             | 41° 43′ 44″ N, 2° 37′ 55″ E / 41.7288957519014°N,2.63190294471749°E                                                           |                                            |                                | Modifica les dades a Wikidata |
|        | Can Forn                  | Fogars de la Selva | masia        | Estil: arquitectura popular | 41° 42′ 37″ N, 2° 36′ 21″ E / 41.71022°N,2.60578°E ca:Polígon 14 Parcel·la 28                                                 | bé integrant del patrimoni cultural català |                                | Modifica les dades a Wikidata |
|        | Can Gabriel               | Fogars de la Selva | masia        | 19th century                | 41° 44′ 16″ N, 2° 39′ 35″ E / 41.7378175195131°N,2.65975107380123°E ca:Polígon 11 Parcel·la 51                                |                                            |                                | Modifica les dades a Wikidata |
|        | Can Gelmar                | Fogars de la Selva | masia        |                             | 41° 44′ 02″ N, 2° 41′ 36″ E / 41.7339400940588°N,2.69339271800887°E                                                           |                                            |                                | Modifica les dades a Wikidata |
|        | Can Llagosta              | Fogars de la Selva | masia        | 20th century                | 41° 43′ 50″ N, 2° 40′ 27″ E / 41.7305545101948°N,2.67414618994276°E ca:Camí de Can Xapellí, 11                                |                                            |                                | Modifica les dades a Wikidata |
|        | Can Llobet de Baix        | Fogars de la Selva | masia        | 1889                        | 41° 44′ 01″ N, 2° 40′ 06″ E / 41.7336091564474°N,2.66828675708381°E ca:Polígon 11 Parcel·la 67                                |                                            |                                | Modifica les dades a Wikidata |
|        | Can Llobet de Dalt        | Fogars de la Selva | masia        | Estil: arquitectura popular | 41° 44′ 00″ N, 2° 40′ 04″ E / 41.73347°N,2.6677°E ca:Polígon 11 Parcel·la 67                                                  | bé integrant del patrimoni cultural català |                                | Modifica les dades a Wikidata |
|        | Can Mainou                | Fogars de la Selva | masia        | Estil: arquitectura popular | 41° 43′ 11″ N, 2° 36′ 57″ E / 41.7196°N,2.61575°E ca:Polígon 12 Parcel·la 67                                                  | bé integrant del patrimoni cultural català |                                | Modifica les dades a Wikidata |
|        | Can Marratet              | Fogars de la Selva | masia        |                             | 41° 43′ 31″ N, 2° 40′ 34″ E / 41.7252278002711°N,2.67608478139562°E                                                           |                                            |                                | Modifica les dades a Wikidata |
|        | Can Merla                 | Fogars de la Selva | masia        |                             | 41° 43′ 17″ N, 2° 40′ 47″ E / 41.7212655053211°N,2.67959117065284°E                                                           |                                            |                                | Modifica les dades a Wikidata |
|        | Can Mestrol               | Fogars de la Selva | masia        |                             | 41° 44′ 06″ N, 2° 39′ 42″ E / 41.7351032509165°N,2.66173749244889°E ca:Polígon 11 Parcel·la 39                                |                                            |                                | Modifica les dades a Wikidata |
|        | Can Mulera                | Fogars de la Selva | masia        | Estil: arquitectura popular | 41° 43′ 01″ N, 2° 36′ 51″ E / 41.71703°N,2.61405°E                                                                            | bé integrant del patrimoni cultural català |                                | Modifica les dades a Wikidata |
|        | Can Nicolau               | Fogars de la Selva | masia        | 19th century                | 41° 44′ 23″ N, 2° 39′ 27″ E / 41.7396937146321°N,2.65763665293126°E ca:Polígon 11 Parcel·la 32                                |                                            |                                | Modifica les dades a Wikidata |
|        | Can Pasqual               | Fogars de la Selva | masia        |                             | 41° 42′ 03″ N, 2° 36′ 19″ E / 41.700867405476°N,2.6052854558888°E                                                             |                                            |                                | Modifica les dades a Wikidata |
|        | Can Passi                 | Fogars de la Selva | masia        |                             | 41° 43′ 43″ N, 2° 37′ 41″ E / 41.7286942174334°N,2.62805649281213°E                                                           |                                            |                                | Modifica les dades a Wikidata |
|        | Can Pasí                  | Fogars de la Selva | masia        |                             | 41° 43′ 36″ N, 2° 36′ 32″ E / 41.7265593681117°N,2.60901178459089°E                                                           |                                            |                                | Modifica les dades a Wikidata |
|        | Can Patiràs               | Fogars de la Selva | masia        |                             | 41° 43′ 32″ N, 2° 41′ 09″ E / 41.7256334600748°N,2.68594176308663°E ca:Polígon 10 Parcel·la 71                                |                                            |                                | Modifica les dades a Wikidata |
|        | Can Peiret                | Fogars de la Selva | masia        |                             | 41° 44′ 12″ N, 2° 39′ 41″ E / 41.736786625242°N,2.66141600243215°E                                                            |                                            |                                | Modifica les dades a Wikidata |
|        | Can Pere Llobet           | Fogars de la Selva | masia        |                             | 41° 43′ 50″ N, 2° 40′ 39″ E / 41.7306271916046°N,2.67756067401836°E ca:Polígon 9 Parcel·la 34                                 |                                            |                                | Modifica les dades a Wikidata |
|        | Can Pigot                 | Fogars de la Selva | masia        |                             | 41° 44′ 11″ N, 2° 39′ 46″ E / 41.7363669073657°N,2.66264477657681°E                                                           |                                            |                                | Modifica les dades a Wikidata |
|        | Can Planes                | Fogars de la Selva | masia        | Estil: arquitectura popular | 41° 43′ 47″ N, 2° 39′ 58″ E / 41.72981°N,2.66623°E                                                                            | bé integrant del patrimoni cultural català |                                | Modifica les dades a Wikidata |
|        | Can Planetes              | Fogars de la Selva | masia        |                             | 41° 44′ 19″ N, 2° 39′ 05″ E / 41.7386027981631°N,2.65129292542947°E                                                           |                                            |                                | Modifica les dades a Wikidata |
|        | Can Puiques               | Fogars de la Selva | masia        |                             | 41° 44′ 01″ N, 2° 42′ 05″ E / 41.733538043782°N,2.70147520849524°E                                                            |                                            |                                | Modifica les dades a Wikidata |
|        | Can Regàs Vell            | Fogars de la Selva | masia        |                             | 41° 41′ 40″ N, 2° 35′ 36″ E / 41.6943409441269°N,2.59342818170871°E                                                           |                                            |                                | Modifica les dades a Wikidata |
|        | Can Relat                 | Fogars de la Selva | masia        |                             | 41° 43′ 28″ N, 2° 40′ 37″ E / 41.7243926238911°N,2.67696665234565°E                                                           |                                            |                                | Modifica les dades a Wikidata |
|        | Can Riereta               | Fogars de la Selva | masia        | Estil: arquitectura popular | 41° 42′ 47″ N, 2° 36′ 32″ E / 41.71307°N,2.60889°E                                                                            | bé integrant del patrimoni cultural català |                                | Modifica les dades a Wikidata |
|        | Can Rieró Nou             | Fogars de la Selva | masia        |                             | 41° 44′ 37″ N, 2° 41′ 12″ E / 41.7434965729322°N,2.68670861594091°E                                                           |                                            |                                | Modifica les dades a Wikidata |
|        | Can Roca                  | Fogars de la Selva | masia        | Estil: arquitectura popular | 41° 44′ 07″ N, 2° 40′ 23″ E / 41.73523°N,2.67305°E ca:Polígon 9. Parcel·la 14                                                 | bé integrant del patrimoni cultural català |                                | Modifica les dades a Wikidata |
|        | Can Romeguera             | Fogars de la Selva | masia        |                             | 41° 42′ 24″ N, 2° 36′ 30″ E / 41.7065429994429°N,2.60824362994653°E                                                           |                                            |                                | Modifica les dades a Wikidata |
|        | Can Roure                 | Fogars de la Selva | masia        |                             | 41° 43′ 40″ N, 2° 39′ 58″ E / 41.72781°N,2.66619°E ca:Polígon 11 Parcel·la 87                                                 |                                            |                                | Modifica les dades a Wikidata |
|        | Can Safanga               | Fogars de la Selva | masia        |                             | 41° 43′ 15″ N, 2° 40′ 55″ E / 41.7207770340045°N,2.68208221092776°E ca:Polígon 10. Parcel·la 14 i 15.                         |                                            |                                | Modifica les dades a Wikidata |
|        | Can Savoia                | Fogars de la Selva | masia        |                             | 41° 42′ 59″ N, 2° 40′ 09″ E / 41.7163811146901°N,2.66915675355393°E                                                           |                                            |                                | Modifica les dades a Wikidata |
|        | Can Segalar               | Fogars de la Selva | masia        | Estil: arquitectura popular | 41° 43′ 23″ N, 2° 37′ 22″ E / 41.72318°N,2.62289°E ca:Polígon 12 Parcel·la 60                                                 | bé integrant del patrimoni cultural català |                                | Modifica les dades a Wikidata |
|        | Can Segrer                | Fogars de la Selva | masia        |                             | 41° 43′ 38″ N, 2° 38′ 25″ E / 41.72715°N,2.64029°E ca:Camí de Can Segrer                                                      | bé integrant del patrimoni cultural català |                                | Modifica les dades a Wikidata |
|        | Can Sendic                | Fogars de la Selva | masia        |                             | 41° 43′ 26″ N, 2° 40′ 50″ E / 41.7238535158411°N,2.6806603712451°E                                                            |                                            |                                | Modifica les dades a Wikidata |
|        | Can Serra                 | Fogars de la Selva | masia        | Estil: arquitectura popular | 41° 43′ 24″ N, 2° 37′ 45″ E / 41.72341°N,2.6291°E                                                                             | bé cultural d'interès local                |                                | Modifica les dades a Wikidata |
|        | Can Simon                 | Fogars de la Selva | masia        | Estil: arquitectura popular | 41° 44′ 20″ N, 2° 41′ 24″ E / 41.73894°N,2.68989°E ca:Polígon 7 Parcel·la 7                                                   | bé integrant del patrimoni cultural català |                                | Modifica les dades a Wikidata |
|        | Can Tellola               | Fogars de la Selva | masia        |                             | 41° 43′ 28″ N, 2° 40′ 32″ E / 41.724469757507°N,2.67557160071675°E                                                            |                                            |                                | Modifica les dades a Wikidata |
|        | Can Ternet                | Fogars de la Selva | masia        | 19th century                | 41° 44′ 03″ N, 2° 39′ 37″ E / 41.7341715294038°N,2.66038358049017°E ca:Polígon 11 Parcel·la 40                                |                                            |                                | Modifica les dades a Wikidata |
|        | Can Toia                  | Fogars de la Selva | masia        |                             | 41° 43′ 18″ N, 2° 37′ 48″ E / 41.7216657202336°N,2.62992443860185°E                                                           |                                            |                                | Modifica les dades a Wikidata |
|        | Can Tomaset               | Fogars de la Selva | masia        |                             | 41° 43′ 53″ N, 2° 40′ 43″ E / 41.7314319424181°N,2.67867490717922°E ca:Carrer Montseny, s/n                                   |                                            |                                | Modifica les dades a Wikidata |
|        | Can Torres                | Fogars de la Selva | masia        |                             | 41° 43′ 48″ N, 2° 39′ 51″ E / 41.7301027666142°N,2.66427674763794°E ca:Polígon 11 Parcel·la 83                                |                                            |                                | Modifica les dades a Wikidata |
|        | Can Ventura Xic           | Fogars de la Selva | masia        | 19th century                | 41° 44′ 17″ N, 2° 39′ 44″ E / 41.7379510310561°N,2.66226369619762°E ca:Polígon 11 Parcel·la 35                                |                                            |                                | Modifica les dades a Wikidata |
|        | Can Vidal                 | Fogars de la Selva | masia        |                             | 41° 44′ 11″ N, 2° 40′ 00″ E / 41.73635°N,2.66667°E ca:Ctra. BV-5122, d'Hostalric a Tordera                                    | bé integrant del patrimoni cultural català | Can Vidal (Fogars de la Selva) | Modifica les dades a Wikidata |
|        | Can Vila Mas              | Fogars de la Selva | masia        | 19th century                | 41° 44′ 08″ N, 2° 39′ 55″ E / 41.7354195590211°N,2.66517498755157°E ca:Polígon 11 Parcel·la 49                                |                                            |                                | Modifica les dades a Wikidata |
|        | Can Xapellí               | Fogars de la Selva | masia        |                             | 41° 43′ 54″ N, 2° 40′ 24″ E / 41.7316781592707°N,2.67335893042226°E                                                           |                                            |                                | Modifica les dades a Wikidata |
|        | Mas Gavatx                | Fogars de la Selva | masia        |                             | 41° 44′ 10″ N, 2° 42′ 27″ E / 41.735976472106°N,2.70751255556632°E ca:Polígon 15 Parcel·la 2, a l’est del terme municipal.    |                                            |                                | Modifica les dades a Wikidata |
|        | Mas Roure                 | Fogars de la Selva | masia        |                             | 41° 43′ 37″ N, 2° 36′ 29″ E / 41.7269797430649°N,2.60814354856587°E                                                           |                                            |                                | Modifica les dades a Wikidata |
|        | Torre del Pintor          | Fogars de la Selva | masia        |                             | 41° 43′ 57″ N, 2° 40′ 21″ E / 41.7323963874871°N,2.67253762888068°E                                                           |                                            |                                | Modifica les dades a Wikidata |
|        | el Molinot                | Fogars de la Selva | masia        |                             | 41° 41′ 42″ N, 2° 36′ 17″ E / 41.695090077525°N,2.6047083851669°E ca:Polígon 13 Parcel·la 8                                   |                                            |                                | Modifica les dades a Wikidata |
|        | la Casa Nova d'en Mestrol | Fogars de la Selva | masia        |                             | 41° 44′ 11″ N, 2° 39′ 47″ E / 41.7364130005611°N,2.66300529142273°E                                                           |                                            |                                | Modifica les dades a Wikidata |
|        | la Casa Nova d'en Planes  | Fogars de la Selva | masia        |                             | 41° 44′ 18″ N, 2° 40′ 54″ E / 41.7383037681691°N,2.6817071719852°E ca:Polígon 7 Parcel·la 13                                  |                                            |                                | Modifica les dades a Wikidata |
|        | la Casanova               | Fogars de la Selva | masia        |                             | 41° 41′ 50″ N, 2° 36′ 32″ E / 41.697178047348°N,2.60896145108224°E                                                            |                                            |                                | Modifica les dades a Wikidata |
|        | la Creu de Capó           | Fogars de la Selva | masia        |                             | 41° 43′ 21″ N, 2° 40′ 14″ E / 41.7224740327278°N,2.6705922589617°E ca:Polígon 11 Parcel·la 99                                 |                                            |                                | Modifica les dades a Wikidata |
|        | la Torre                  | Fogars de la Selva | masia        |                             | 41° 44′ 06″ N, 2° 39′ 55″ E / 41.7351044566057°N,2.66522472391439°E                                                           |                                            |                                | Modifica les dades a Wikidata |

## muntanya
| imatge | Nom                             | Ubicat a                                       | instància de | Detalls | coordenades                                                                             | Protecció | Commons (més fotos)   | Dades a WD                    |
| ------ | ------------------------------- | ---------------------------------------------- | ------------ | ------- | --------------------------------------------------------------------------------------- | --------- | --------------------- | ----------------------------- |
|        | Montgròs                        | Fogars de la Selva                             | muntanya     |         | 41° 42′ 39″ N, 2° 37′ 34″ E / 41.71079722°N,2.62618611°E 390.5 msnm                     |           |                       | Modifica les dades a Wikidata |
|        | Pi-de-les-onze                  | Tordera Fogars de la Selva                     | muntanya     |         | 41° 42′ 36″ N, 2° 38′ 21″ E / 41.7101°N,2.63915°E 312.3 msnm                            |           |                       | Modifica les dades a Wikidata |
|        | Pi-de-migdia                    | Fogars de la Selva                             | muntanya     |         | 41° 42′ 23″ N, 2° 38′ 06″ E / 41.70648056°N,2.63513639°E 349.3 msnm                     |           |                       | Modifica les dades a Wikidata |
|        | Puig Castellar                  | Fogars de la Selva                             | muntanya     |         | 41° 41′ 54″ N, 2° 36′ 24″ E / 41.6982°N,2.60669°E 254.5 msnm                            |           |                       | Modifica les dades a Wikidata |
|        | Puig Pelat (Fogars de la Selva) | Fogars de la Selva                             | muntanya     |         | 41° 41′ 59″ N, 2° 37′ 17″ E / 41.69970278°N,2.62130833°E 267.2 msnm                     |           |                       | Modifica les dades a Wikidata |
|        | Puig de l'Estrell               | Tordera Fogars de la Selva                     | muntanya     |         | 41° 41′ 40″ N, 2° 38′ 00″ E / 41.6945°N,2.63327°E 455.6 msnm                            |           |                       | Modifica les dades a Wikidata |
|        | Turó Gros de Can Planes         | Fogars de la Selva                             | muntanya     |         | 41° 43′ 33″ N, 2° 39′ 26″ E / 41.7257°N,2.65712°E 252.4 msnm                            |           |                       | Modifica les dades a Wikidata |
|        | Turó Gros de Terra Negra        | Tordera Fogars de la Selva                     | muntanya     |         | 41° 43′ 20″ N, 2° 39′ 06″ E / 41.7222°N,2.65177°E 273.4 msnm                            |           |                       | Modifica les dades a Wikidata |
|        | Turó de Can Simó                | Fogars de la Selva                             | muntanya     |         | 41° 44′ 10″ N, 2° 40′ 55″ E / 41.7362°N,2.68189°E 106.1 msnm                            |           |                       | Modifica les dades a Wikidata |
|        | Turó de Sant Corneli            | Fogars de la Selva                             | muntanya     |         | 41° 43′ 13″ N, 2° 40′ 02″ E / 41.7203°N,2.66732°E ca:Polígon 11 Parcel·la 99 185.3 msnm |           |                       | Modifica les dades a Wikidata |
|        | Turó de la Dona Morta           | Maçanet de la Selva Fogars de la Selva Tordera | muntanya     |         | 41° 44′ 40″ N, 2° 43′ 26″ E / 41.744401°N,2.723996°E 177 msnm                           |           | Turó de la Dona Morta | Modifica les dades a Wikidata |
|        | Turó del Vicari                 | Fogars de la Selva Sant Celoni                 | muntanya     |         | 41° 43′ 02″ N, 2° 35′ 55″ E / 41.71710389°N,2.59855833°E 206.3 msnm                     |           |                       | Modifica les dades a Wikidata |
|        | Turó dels Castanyers            | Tordera Fogars de la Selva                     | muntanya     |         | 41° 41′ 33″ N, 2° 36′ 50″ E / 41.6924°N,2.61387°E 375.8 msnm                            |           |                       | Modifica les dades a Wikidata |

## nucli de població
| imatge | Nom                    | Ubicat a           | instància de                                      | Detalls | coordenades                                                         | Protecció | Commons (més fotos) | Dades a WD                    |
| ------ | ---------------------- | ------------------ | ------------------------------------------------- | ------- | ------------------------------------------------------------------- | --------- | ------------------- | ----------------------------- |
|        | Can Camps              | Fogars de la Selva | nucli de població                                 |         | 41° 41′ 26″ N, 2° 37′ 26″ E / 41.690651169748°N,2.6239620452536°E   |           |                     | Modifica les dades a Wikidata |
|        | Can Vidal              | Fogars de la Selva | nucli de població                                 |         | 41° 43′ 23″ N, 2° 38′ 28″ E / 41.7231692376036°N,2.64107290322105°E |           |                     | Modifica les dades a Wikidata |
|        | Ramió                  | Fogars de la Selva | nucli de població ens local històric de Catalunya |         | 41° 42′ 45″ N, 2° 36′ 35″ E / 41.712600717645°N,2.60969742365669°E  |           |                     | Modifica les dades a Wikidata |
|        | Regent Parc            | Fogars de la Selva | nucli de població                                 |         | 41° 44′ 11″ N, 2° 39′ 21″ E / 41.736265228995°N,2.65569475820867°E  |           |                     | Modifica les dades a Wikidata |
|        | la Serra de l'Esquirol | Fogars de la Selva | nucli de població                                 |         | 41° 43′ 09″ N, 2° 38′ 03″ E / 41.7192115650925°N,2.63423036935224°E |           |                     | Modifica les dades a Wikidata |

## polígon industrial
| imatge | Nom                               | Ubicat a           | instància de       | Detalls | coordenades                                                         | Protecció | Commons (més fotos) | Dades a WD                    |
| ------ | --------------------------------- | ------------------ | ------------------ | ------- | ------------------------------------------------------------------- | --------- | ------------------- | ----------------------------- |
|        | Polígon industrial Pla de Fogars  | Fogars de la Selva | polígon industrial |         | 41° 44′ 39″ N, 2° 39′ 41″ E / 41.744289351998°N,2.66136456205429°E  |           |                     | Modifica les dades a Wikidata |
|        | Polígon industrial Pla de la Mata | Fogars de la Selva | polígon industrial |         | 41° 44′ 31″ N, 2° 39′ 48″ E / 41.7418185981363°N,2.66347010426203°E |           |                     | Modifica les dades a Wikidata |

## pont
| imatge | Nom                                | Ubicat a                               | instància de | Detalls                                                            | coordenades | Protecció                                  | Commons (més fotos)                | Dades a WD                    |
| ------ | ---------------------------------- | -------------------------------------- | ------------ | ------------------------------------------------------------------ | --- | ------------------------------------------ | ---------------------------------- | ----------------------------- |
|        | Pont de la riera de Santa Coloma   | Fogars de la Selva Maçanet de la Selva | pont         | Estil: arquitectura del ferro 1918 Travessa: riera de Santa Coloma | 41° 44′ 43″ N, 2° 40′ 11″ E / 41.74514°N,2.66981°E ca:Riera de Santa Coloma a la divisòria amb el terme municipal de Maçanet | bé integrant del patrimoni cultural català |                                    | Modifica les dades a Wikidata |
|        | Pont de la riera de la Terra Negra | Fogars de la Selva                     | pont         | Estil: arquitectura popular 19th century                           | 41° 44′ 18″ N, 2° 40′ 39″ E / 41.73822°N,2.67763°E ca:Polígon 8 Parcel·la 36/37 45 msnm                                      | bé integrant del patrimoni cultural català | Pont de la riera de la Terra Negra | Modifica les dades a Wikidata |
|        | el Pont                            | Fogars de la Selva                     | pont         | Travessa: Autopista del Mediterrani                                | 41° 43′ 41″ N, 2° 36′ 38″ E / 41.7281678202942°N,2.6105410601051°E                                                           |                                            |                                    | Modifica les dades a Wikidata |

## pou
| imatge | Nom                              | Ubicat a           | instància de              | Detalls | coordenades | Protecció | Commons (més fotos) | Dades a WD                    |
| ------ | -------------------------------- | ------------------ | ------------------------- | ------- | --- | --------- | ------------------- | ----------------------------- |
|        | pou de l’església de Sant Cebrià | Fogars de la Selva | pou                       |         | 41° 44′ 20″ N, 2° 40′ 53″ E / 41.7388°N,2.68136°E ca:Feixa situada entre la Rectoria i la Casa Nova d’en Planes |           |                     | Modifica les dades a Wikidata |
|        | pou del Mas de la Serra          | Fogars de la Selva | pou element arquitectònic |         | 41° 43′ 24″ N, 2° 31′ 58″ E / 41.72332°N,2.5329°E ca:Polígon 12 Parcel·la 36                                    |           |                     | Modifica les dades a Wikidata |

## rectoria
| imatge | Nom                              | Ubicat a           | instància de | Detalls                                  | coordenades                                                                          | Protecció                                  | Commons (més fotos)                          | Dades a WD                    |
| ------ | -------------------------------- | ------------------ | ------------ | ---------------------------------------- | ------------------------------------------------------------------------------------ | ------------------------------------------ | -------------------------------------------- | ----------------------------- |
|        | Rectoria de Sant Andreu de Ramió | Fogars de la Selva | rectoria     | Estil: arquitectura popular              | 41° 42′ 44″ N, 2° 36′ 36″ E / 41.71231°N,2.61°E ca:Sant Andreu de Ramió              | bé integrant del patrimoni cultural català |                                              | Modifica les dades a Wikidata |
|        | Rectoria de Sant Cebrià          | Fogars de la Selva | rectoria     | Estil: arquitectura popular 18th century | 41° 44′ 21″ N, 2° 40′ 49″ E / 41.73903°N,2.68029°E ca:Polígon 7 Parcel·la 15 47 msnm | bé integrant del patrimoni cultural català | Rectoria de Sant Cebrià (Fogars de la Selva) | Modifica les dades a Wikidata |

## rellotge de sol
| imatge | Nom                             | Ubicat a           | instància de    | Detalls      | coordenades                                                                   | Protecció | Commons (més fotos) | Dades a WD                    |
| ------ | ------------------------------- | ------------------ | --------------- | ------------ | ----------------------------------------------------------------------------- | --------- | ------------------- | ----------------------------- |
|        | Rellotge de sol de Can Carreter | Fogars de la Selva | rellotge de sol | 19th century | 41° 43′ 58″ N, 2° 39′ 52″ E / 41.7328°N,2.66439°E ca:Polígon 11 Parcel·la 69  |           |                     | Modifica les dades a Wikidata |
|        | Rellotge de sol de Can Gabriel  | Fogars de la Selva | rellotge de sol | 1982         | 41° 44′ 16″ N, 2° 39′ 35″ E / 41.73784°N,2.65969°E ca:Polígon 11 Parcel·la 51 |           |                     | Modifica les dades a Wikidata |
|        | Rellotge de sol de Can Roca     | Fogars de la Selva | rellotge de sol |              | 41° 44′ 07″ N, 2° 40′ 23″ E / 41.73529°N,2.67294°E ca:Polígon 9. Parcel·la 14 |           |                     | Modifica les dades a Wikidata |
|        | Rellotge de sol de Can Vidal    | Fogars de la Selva | rellotge de sol | 21st century | 41° 44′ 11″ N, 2° 40′ 00″ E / 41.73641°N,2.66667°E ca:Polígon 11 Parcel·la 64 |           |                     | Modifica les dades a Wikidata |

## serra
| imatge | Nom                      | Ubicat a                       | instància de | Detalls | coordenades                                                         | Protecció | Commons (més fotos) | Dades a WD                    |
| ------ | ------------------------ | ------------------------------ | ------------ | ------- | ------------------------------------------------------------------- | --------- | ------------------- | ----------------------------- |
|        | Serra de Gabarra         | Fogars de la Selva             | serra        |         | 41° 42′ N, 2° 36′ E / 41.7°N,2.6°E                                  |           |                     | Modifica les dades a Wikidata |
|        | Serra de Godall          | Tordera Fogars de la Selva     | serra        |         | 41° 43′ 07″ N, 2° 39′ 34″ E / 41.71857444°N,2.65937778°E 273.4 msnm |           |                     | Modifica les dades a Wikidata |
|        | serra del Solà d'en Forn | Fogars de la Selva Sant Celoni | serra        |         | 41° 42′ 28″ N, 2° 35′ 38″ E / 41.7078°N,2.59388°E 299.5 msnm        |           |                     | Modifica les dades a Wikidata |

## Misc
| imatge | Nom                                              | Ubicat a                                   | instància de                                                                   | Detalls                     | coordenades                                                                   | Protecció                                  | Commons (més fotos)                              | Dades a WD                    |
| ------ | ------------------------------------------------ | ------------------------------------------ | ------------------------------------------------------------------------------ | --------------------------- | ----------------------------------------------------------------------------- | ------------------------------------------ | ------------------------------------------------ | ----------------------------- |
|        | Casilla dels Peons                               | Fogars de la Selva                         | edifici                                                                        | Estil: arquitectura popular | 41° 44′ 25″ N, 2° 41′ 50″ E / 41.7402°N,2.69711°E                             | bé integrant del patrimoni cultural català |                                                  | Modifica les dades a Wikidata |
|        | Estany de Mas Mateu                              | Fogars de la Selva                         | zona humida                                                                    | Superfície: 0.24km²         | 41° 44′ 03″ N, 2° 42′ 10″ E / 41.7341°N,2.70268°E                             |                                            |                                                  | Modifica les dades a Wikidata |
|        | Fogars de la Selva                               | Fogars de la Selva                         | entitat singular de població ens local històric de Catalunya capital municipal | 1678 hab                    | 41° 43′ 41″ N, 2° 40′ 52″ E / 41.72805555555556°N,2.681111111111111°E         |                                            |                                                  | Modifica les dades a Wikidata |
|        | Freixeneda de Can Roca                           | Fogars de la Selva                         | arbreda                                                                        |                             | 41° 44′ 06″ N, 2° 40′ 22″ E / 41.73513°N,2.67275°E ca:Polígon 9. Parcel·la 14 |                                            |                                                  | Modifica les dades a Wikidata |
|        | Gorg d'en Perxistor                              | Fogars de la Selva Sant Feliu de Buixalleu | indret                                                                         |                             | 41° 43′ 39″ N, 2° 36′ 09″ E / 41.72743°N,2.602586°E                           |                                            | Gorg d'en Perxistor                              | Modifica les dades a Wikidata |
|        | Mates                                            | Fogars de la Selva                         | vèrtex geodèsic                                                                | Alt: 1.2m                   | 41° 44′ 10″ N, 2° 40′ 55″ E / 41.736246°N,2.681873°E 111.307 msnm             |                                            |                                                  | Modifica les dades a Wikidata |
|        | Molí de Can Planes                               | Fogars de la Selva                         | molí d'aigua                                                                   | 19th century                | 41° 43′ 51″ N, 2° 40′ 03″ E / 41.73094°N,2.66739°E ca:Polígon 11 Parcel·la 80 |                                            |                                                  | Modifica les dades a Wikidata |
|        | Torre d'en Gelmar                                | Fogars de la Selva                         | casa forta                                                                     |                             | 41° 44′ 02″ N, 2° 41′ 37″ E / 41.733837°N,2.693541°E                          | bé cultural d'interès nacional             |                                                  | Modifica les dades a Wikidata |
|        | Torre de telegrafia del Turó Grós de Terra Negra | Fogars de la Selva                         | torre de telegrafia òptica                                                     | 19th century                | 41° 43′ 29″ N, 2° 39′ 14″ E / 41.724636°N,2.653764°E 254 msnm                 | bé integrant del patrimoni cultural català | Torre de telegrafia del Turó Grós de Terra Negra | Modifica les dades a Wikidata |
|        | casa consistorial de Fogars de la Selva          | Fogars de la Selva                         | casa consistorial                                                              |                             | 41° 44′ 06″ N, 2° 40′ 17″ E / 41.735116°N,2.6713914°E                         |                                            |                                                  | Modifica les dades a Wikidata |
|        | comunidor de Sant Cebrià                         | Fogars de la Selva                         | comunidor edifici                                                              |                             | 41° 44′ 21″ N, 2° 40′ 47″ E / 41.7391°N,2.67985°E ca:Polígon 7 Parcel·la 15   |                                            |                                                  | Modifica les dades a Wikidata |
|        | creu del Batista                                 | Fogars de la Selva                         | creu monumental edifici històric                                               |                             | 41° 41′ 39″ N, 2° 36′ 55″ E / 41.6940921879217°N,2.61536133270607°E           |                                            |                                                  | Modifica les dades a Wikidata |
|        | roure de Can Roure                               | Fogars de la Selva                         | arbre singular                                                                 |                             | 41° 43′ 40″ N, 2° 40′ 00″ E / 41.72791°N,2.66654°E ca:Polígon 11 Parcel·la 88 |                                            |                                                  | Modifica les dades a Wikidata |